# 田代雅也
田代 雅也（たしろ まさや、1993年5月1日 - ）は、埼玉県蕨市出身のプロサッカー選手。Jリーグ・アビスパ福岡所属。ポジションはディフェンダー（DF）。

## 来歴

### プロ入り前
小学校1年生の時に蕨北町サッカースポーツ少年団でサッカーを始めた。中学校時代は大宮アルディージャや三菱養和SCのセレクションを受けたが不合格となり、武南ジュニアユースでプレー。進学した武南高校では3年次に主将としてインターハイに出場したが、自身は怪我の影響で試合に出ることができなかった。高校卒業後は法政大学に進学。大学でも主将を務め、ディフェンスリーダーとしてチームを牽引した。

### プロ入り
2016年より、FC岐阜へ加入。3月6日の第2節北海道コンサドーレ札幌戦でJリーグデビューしたが、3月26日の第5節水戸ホーリーホック戦で左頬骨骨折・左眼窩壁骨折の怪我を負い戦列を離脱した。6月に復帰後は レギュラーセンターバックとして出場を続け、J2残留に貢献した。
2017年3月27日未明に石川県小松市において飲酒運転による自損事故を起こしたとして、同月31日付けで岐阜との契約が解除された。岐阜との契約解除後は地元・埼玉に戻って工事現場などのアルバイトをしながら、社会人のサッカーの試合に参加していた。
2018年2月16日、J2に復帰した栃木SCに新加入することが決まった。
2021年、サガン鳥栖へ完全移籍。
2023年7月17日、J1リーグ戦の中断期間中に、宮大樹や三國ケネディエブスの怪我でセンターバックを探していたアビスパ福岡へ完全移籍。リーグ再開後の8月6日に行われた九州ダービーでは3週間前まで所属していた鳥栖相手に移籍後初出場。

## 所属クラブ
- 蕨北町サッカースポーツ少年団
- 武南ジュニアユースフットボールクラブ
- 武南高等学校
- 法政大学
- 2016年 - 2017年3月  FC岐阜
- 2018年2月 - 2020年  栃木SC
- 2021年 - 2023年7月  サガン鳥栖
- 2023年7月 -   アビスパ福岡

## 個人成績
| 国内大会個人成績 | 国内大会個人成績 | 国内大会個人成績 | 国内大会個人成績 | 国内大会個人成績 | 国内大会個人成績 | 国内大会個人成績 | 国内大会個人成績 | 国内大会個人成績 | 国内大会個人成績 | 国内大会個人成績 | 国内大会個人成績 |
| 年度             | クラブ           | 背番号           | リーグ           | リーグ戦         | リーグ戦         | リーグ杯         | リーグ杯         | オープン杯       | オープン杯       | 期間通算         | 期間通算         |
| 年度             | クラブ           | 背番号           | リーグ           | 出場             | 得点             | 出場             | 得点             | 出場             | 得点             | 出場             | 得点             |
| 日本             | 日本             | 日本             | 日本             | リーグ戦         | リーグ戦         | リーグ杯         | リーグ杯         | 天皇杯           | 天皇杯           | 期間通算         | 期間通算         |
| ---------------- | ---------------- | ---------------- | ---------------- | ---------------- | ---------------- | ---------------- | ---------------- | ---------------- | ---------------- | ---------------- | ---------------- |
| 2016             | 岐阜             | 30               | J2               | 28               | 1                | -                | -                | 1                | 0                | 29               | 1                |
| 2017             | 岐阜             | 3                | J2               | 0                | 0                | -                | -                | -                | -                | 0                | 0                |
| 2018             | 栃木             | 30               | J2               | 20               | 0                | -                | -                | 0                | 0                | 20               | 0                |
| 2019             | 栃木             | 30               | J2               | 28               | 3                | -                | -                | 1                | 0                | 29               | 3                |
| 2020             | 栃木             | 30               | J2               | 41               | 3                | -                | -                | -                | -                | 41               | 3                |
| 2021             | 鳥栖             | 30               | J1               | 15               | 0                | 5                | 1                | 2                | 0                | 22               | 1                |
| 2022             | 鳥栖             | 30               | J1               | 21               | 3                | 4                | 1                | 2                | 0                | 27               | 4                |
| 2023             | 鳥栖             | 30               | J1               | 16               | 0                | 4                | 0                | 1                | 0                | 21               | 0                |
| 2023             | 福岡             | 37               | J1               | 9                | 0                | 3                | 0                | -                | -                | 12               | 0                |
| 2024             | 福岡             | 37               | J1               | 37               | 2                | 1                | 0                | 1                | 0                | 39               | 2                |
| 2025             | 福岡             | 37               | J1               |                  |                  |                  |                  |                  |                  |                  |                  |
| 通算             | 日本             | 日本             | J1               | 98               | 5                | 17               | 2                | 6                | 0                | 121              | 7                |
| 通算             | 日本             | 日本             | J2               | 117              | 7                | -                | -                | 2                | 0                | 119              | 7                |
| 総通算           | 総通算           | 総通算           | 総通算           | 215              | 12               | 17               | 2                | 8                | 0                | 240              | 14               |

出場歴
- Jリーグ初出場 - 2016年3月6日 J2第2節 vs北海道コンサドーレ札幌（長良川）
- Jリーグ初得点 - 2016年6月26日 J2第20節 vsロアッソ熊本（長良川）

## 代表歴
- 2014年 関東大学選抜

## タイトル

### クラブ
アビスパ福岡
- Jリーグカップ（2023年）